# Un flic aux trousses
Pour plus de détails, voir Fiche technique et Distribution.
Un flic aux trousses (Eddie Macon's Run) est un film américain réalisé par Jeff Kanew, sorti en 1983.

## Synopsis
La première évasion n'a pas été couronnée de succès pour Eddie Macon, jeune homme condamné pour un crime qu'il n'a pas commis, il a fait l'erreur d'aller retrouver sa femme.
Première piste à vérifier pour le vieux flic Carl Marzack qui l'a pincé. Tirant les leçons de cette expérience, Eddie prépare sa seconde tentative dans les moindres détails.
Il la réussit et traverse les étendues désolées du Texas, traqué par ce policier teigneux.

## Fiche technique
- Titre français : Un flic aux trousses
- Titre original : Eddie Macon's Run
- Réalisation : Jeff Kanew
- Scénario : Jeff Kanew, d'après le roman de James McLendon
- Musique : Norton Buffalo
- Photographie : James A. Contner
- Montage : Jeff Kanew
- Production : Martin Bregman & Louis A. Stroller
- Société de production et de distribution : Universal Pictures
- Pays :  États-Unis
- Langue : Anglais
- Format : Couleurs - Stéréo - 1.85:1
- Genre : Policier, Drame
- Durée : 90 min
- Affiches : Bill Gold (États-Unis), Jouineau Bourduge (France)

## Distribution
- Kirk Douglas : Carl 'Buster' Marzack
- John Schneider : Eddie Macon
- Lee Purcell : Jilly Buck
- Lisa Dunsheath : Kay Potts
- Leah Ayres : Chris Macon
- Tom Noonan : Daryl Potts
- Jay O. Sanders : Rudy Potts
- J. C. Quinn : Shorter
- Gil Rogers : Le lieutenant Joe Logan
- Nesbitt Blaisdell : Le shérif Nightblack
- Matthew Cowles : Ray Banes
- John Goodman : Hebert
- Mark Margolis : Le propriétaire du 'Five O'Clock Club'
- Dann Florek : Homme dans le bar
- J. T. Walsh : Homme dans le bar
- Matthew Meece : Bobby Macon